# 사랑 닫다
《사랑 닫다》(프랑스어: Clôture de l'amour)는 파스칼 랑베르가 2011년 지은 프랑스의 희곡이다. 대한민국에서는 이현주가 한국어로 옮겼다.

## 줄거리

### 난폭하고 잔인한 전쟁 같은 이별
스탄과 오드레가 극장 안에 들어서고, 스탄은 “끝이야”라는 말로 길고 긴 모놀로그를 시작한다. “헤어지자” 한마디 말고 달리 무슨 말이 더 필요할까 싶지만 아니다. 스탄은 온갖 잔인하고 난폭한 표현들을 복부에서부터 끌어내 오드레에게 쏟아붓는다. 스탄의 공격이 무려 30분 동안이나 이어지고 난 뒤 드디어 오드레가 반격한다. 스탄이 내뱉었던 말들을 다시 고스란히 그에게 돌려보내며, 거칠고 무시무시한 언어를 예리하게 별러 스탄의 온몸에 비수처럼 내꽂는다. 어떤 이별이 이보다 더 잔혹할 수 있을까, 한바탕 전쟁을 치른 두 사람은 극장을 나서면서 상대에 대한 사랑도 완전히 닫아 버린다. 하나였던 세계도 이로써 완전히 분리된다. 알고 보면 처음부터 너무 달랐던 둘은 그 차이에 매혹되어 연인이 되었다. 사랑하는 동안 서로 많은 것을 약속했고 둘의 눈빛은 서로를 향하고 있었고 상대방을 자신의 일부처럼 여겼다. 이별은 그 모든 것이 와르르 무너져 내리는 과정이다. 모든 걸 속속들이 잘 안다고 생각했던 상대가 한순간 완전히 낯선 사람이 되어 있는 것, 서로를 향하던 눈빛이 방향을 바꾸는 것, 함께한 약속이 무의미해지는 것, 이 모든 변화를 깨닫고 결국 인정해야 하는 것이 이별임을 스탄과 오드레의 긴 모놀로그가 말해 주고 있다.

### 파스칼 랑베르만의 언어로 재현된 이별의 속성
‘스탄’과 ‘오드레’는 파스칼 랑베르의 ＜사랑 닫다＞ 프랑스 초연 무대에서 남녀 역할을 맡았던 배우들의 실제 이름이다. 파스칼 랑베르는 오랫동안 함께 작업한 배우들을 염두에 두고 희곡을 쓰면서 그들의 말버릇, 고유의 표현을 대사에 그대로 썼다. 문학적 수사가 아닌 배우들의 이 사적인 언어가 이별의 속살을 더욱 생생하게 보여 준다. 그럼에도 파스칼 랑베르의 희곡 전체는 한 편의 문학적인 시다. 파스칼 랑베르는 자신만의 창의적인 어휘를 동원하고 때로는 문법까지 변형해 단어와 문장에 새로운 의미를 부여했다. 쉼표도 마침표도 없이 반복되고 끊어지고 이어지는 말들은 적절한 리듬을 만들어 낸다. 역자는 파스칼 랑베르의 이런 시적인 언어를 꼼꼼하고 또 조심스럽게 우리말로 옮겼다. 원작의 의도에 따라 2019년 ＜사랑의 끝＞ 한국어 초연 때는 출연 배우들의 언어로 각색되었던 대사를 책으로 펴내면서는 원작에 충실하도록 우리말로 옮겼다. 대신 풍부한 주석을 통해 원작의 의도와 맥락을 고스란히 전하고자 했다. 번역 및 한국어 초연 연습 과정에서 원작 작가이자 연출가였던 파스칼 랑베르, 한국어 초연 연출가인 아르튀르 노지시엘과 나눈 충분한 대화 덕분에 가능한 작업이었다. 프랑스의 연극 현장에서 10여 년간 활동한 역자의 경력 또한 원작의 작품 세계를 한국 독자에게 구체적으로 전달할 수 있었던 요인이다.